# Liste du patrimoine mondial au Chili
Cet article recense les sites inscrits au patrimoine mondial au Chili.

## Statistiques
Le Chili ratifie la Convention pour la protection du patrimoine mondial, culturel et naturel le 20 février 1980. Le premier site protégé est inscrit en 1995.
En 2023, le Chili compte 6 sites inscrits au patrimoine mondial, tous de type culturel.
Le pays a également soumis 17 sites à la liste indicative, 15 culturels et 2 naturels.

## Listes

### Patrimoine mondial
Les biens chiliens suivants sont inscrits au patrimoine mondial en 2025. Les noms et les graphies sont celles choisies par l'UNESCO. Les superficies des biens transfrontaliers sont celles de leurs parties chiliennes.
| Id.  | Bien | Région(s)           | Année | Superficie (ha) | Critères et notes | Coordonnées                                                                            | Illus. |
| ---- | --- | ------------------- | ----- | --------------- | --- | -------------------------------------------------------------------------------------- | ------ |
| 971  | Églises de Chiloé                                                                                        | Lacs                | 2000  | 13,8977         | Culturel, (ii), (iii) Bien sériel regroupant 16 églises édifiées sur l'île de Chiloé. | 42° 30′ 00″ S, 73° 46′ 01″ O                                                           |        |
| 715  | Parc national Rapa Nui                                                                                   | Île de Pâques       | 1995  | 6 666           | Culturel, (i), (iii), (v) | 27° 09′ S, 109° 27′ O                                                                  |        |
| 1634 | Peuplement et momification artificielle de la culture chinchorro dans la région d'Arica et de Parinacota | Arica et Parinacota | 2021  | 4,815           | Culturel, (iii), (v) Bien constitué de 3 sites distincts : - Embouchure du río Camarones (es) | 18° 28′ 55″ S, 70° 19′ 19″ O 18° 28′ 52″ S, 70° 19′ 19″ O 19° 11′ 24″ S, 70° 15′ 43″ O |        |
| 1459 | Qhapaq Ñan, Réseau de routes andin                                                                       | Mulptiples          | 2014  | 136,9107        | Culturel, (ii), (iii), (iv), (vi) Bien sériel transfrontalier partagé avec l'Argentine, la Bolivie, la Colombie, l'Équateur et le Pérou, consistant en des tronçons de routes et des sites archéologiques. 34 sites au Chili. | 22° 13′ S, 68° 16′ O                                                                   |        |
| 959  | Quartier historique de la ville portuaire de Valparaíso                                                  | Valparaíso          | 2003  | 23,2            | Culturel, (iii) | 33° 02′ 28″ S, 71° 37′ 41″ O                                                           |        |
| 1178 | Usines de salpêtre de Humberstone et de Santa Laura                                                      | Tarapacá            | 2005  | 573,48          | Culturel, (ii), (iii), (iv) En péril entre 2005 et 2019 | 20° 12′ 22″ S, 69° 47′ 38″ O                                                           |        |
| 1214 | Ville minière de Sewell                                                                                  | O'Higgins           | 2006  | 17,2            | Culturel, (ii) | 34° 05′ 02″ S, 70° 22′ 59″ O                                                           |        |

### Liste indicative
Les biens suivants sont inscrits sur la liste indicative du pays au début 2025. Les noms fournis par le Chili sont en anglais : la traduction en français est donnée ici à titre indicatif.
| Id.  | Bien                                                            | Région(s)         | Année | Critères et notes | Coordonnées | Illus. |
| ---- | --------------------------------------------------------------- | ----------------- | ----- | --- | --- | ------ |
| 1203 | Art rupestre de la Patagonie                                    | Aysén, Magallanes | 1998  | Culturel, (i), (ii), (iii) 3 sites : - Détroit de Magellan.                                                          | 46° 10′ 01″ S, 72° 10′ 01″ O 46° 30′ S, 72° 00′ O 53° 28′ 59″ S, 70° 43′ 59″ O                                      |        |
| 1192 | Ayquina (es) et Toconce (es)                                    | Antofagasta       | 1998  | Culturel, (ii), (iii), (iv), (v), (vi)                                                                               | 22° 16′ 01″ S, 68° 19′ 59″ O 22° 18′ 00″ S, 68° 10′ 59″ O                                                           |        |
| 1202 | Complexe défensif de Valdivia                                   | Fleuves           | 1998  | Culturel, (i), (iii), (iv)                                                                                           | 39° 49′ 01″ S, 73° 15′ 00″ O                                                                                        |        |
| 6498 | Complexe minier de Lota                                         | Biobío            | 2021  | Culturel, (ii), (iv) Comprend 4 éléments : - Mine du Chiflón del Diablo (es)                                         | 37° 08′ 09″ S, 73° 08′ 41″ O 37° 05′ 36″ S, 73° 10′ 07″ O 37° 04′ 47″ S, 73° 09′ 44″ O 37° 04′ 33″ S, 73° 09′ 38″ O |        |
| 1196 | Couvent et église San Francisco (es)                            | Santiago          | 1998  | Culturel, (ii), (iv)                                                                                                 | 33° 26′ 35″ S, 70° 38′ 53″ O                                                                                        |        |
| 1200 | Dépôt ferroviaire de la gare de Temuco (es)                     | Araucanie         | 1998  | Culturel, (iv) | 38° 43′ 33″ S, 72° 34′ 13″ O                                                                                        |        |
| 1187 | Églises de l'Altiplano (es)                                     | Multiples         | 1998  | Culturel, (ii), (iii), (v) La proposition mentionne le style « mestizo andin » sans donner explicitement de détails. | 19° 07′ 30″ S, 69° 19′ 59″ O                                                                                        |        |
| 1198 | Maisons de l'hacienda San José del Carmen (es) d'El Huique (es) | O'Higgins         | 1998  | Culturel, (ii), (iii), (v)                                                                                           | 34° 27′ 00″ S, 71° 28′ 01″ O                                                                                        |        |
| 1195 | Palais de La Moneda                                             | Santiago          | 1998  | Culturel, (ii), (iii), (iv), (v)                                                                                     | 33° 26′ 35″ S, 70° 39′ 14″ O                                                                                        |        |
| 84   | Parc national Archipiélago de Juan Fernández                    | Valparaíso        | 1994  | Naturel, (x) | 33° 43′ 48″ S, 79° 52′ 08″ O                                                                                        |        |
| 1204 | Grottes Fell (es) et de Pali-Aike (es)                          | Magallanes        | 1998  | Culturel, (iii), (iv)                                                                                                | 52° 02′ S, 70° 03′ O 52° 07′ S, 69° 42′ O                                                                           |        |
| 85   | Parcs nationaux Torres del Paine et Bernardo O'Higgins          | Magallanes        | 1994  | Naturel | 51° 02′ 20″ S, 73° 07′ 26″ O 49° 49′ 41″ S, 74° 11′ 20″ O                                                           |        |
| 1189 | Rue Baquedano (es)                                              | Tarapacá          | 1998  | Culturel, (ii), (v)                                                                                                  | 20° 13′ 05″ S, 70° 09′ 07″ O                                                                                        |        |
| 6792 | Paysage culturel des vignes et du vin de pisco                  | Atacama, Coquimbo | 2025  | Culturel, (ii), (iv), (v) 3 sites distincts : - Vallée du Limarí (es)                                                | 28° 45′ 00″ S, 70° 29′ 28″ O 30° 08′ 53″ S, 70° 29′ 38″ O 30° 57′ 00″ S, 70° 46′ 19″ O                              |        |
| 1194 | Sanctuaire du Cerro El Plomo                                    | Santiago          | 1998  | Culturel, (ii), (iii), (vi)                                                                                          | 33° 13′ 59″ S, 70° 12′ 43″ O                                                                                        |        |
| 1191 | San Pedro de Atacama                                            | Antofagasta       | 1998  | Culturel, (ii), (iii), (v)                                                                                           | 22° 55′ S, 68° 12′ O                                                                                                |        |
| 1873 | Site archéologique de Monte Verde                               | Lacs              | 2004  | Culturel, (iii), (iv)                                                                                                | 41° 30′ 18″ S, 73° 12′ 14″ O                                                                                        |        |
| 1199 | Viaduc du Malleco                                               | Araucanie         | 1998  | Culturel, (i), (iv)                                                                                                  | 37° 57′ 47″ S, 72° 26′ 20″ O                                                                                        |        |